# Øjne på stilke
 Der er for få eller ingen kildehenvisninger i denne artikel, hvilket er et problem. Du kan hjælpe ved at angive troværdige kilder til de påstande, som fremføres i artiklen.

Øjne på stilke er Gnags' 16. studiealbum, udgivet i 1994.

## Numre
1. "Boller i Cairo" (4:09)
2. "Mr Lumumba" (4:07)
3. "Under det blomstrende æbletræ" (3:44)
4. "På lille blomstercafé" (2:52)
5. "Det regner" (4:01)
6. "10.000 arbejdsløse" (3:34)
7. "Og det var sommer" (3:32)
8. "Bill og Benn" (3:12)
9. "Strid som vestenvinden" (4:32)
10. "Club Canaveral" (4:34)
11. "Vinden fortæller jokes" (3:49)
12. "Vintersøndag i København" (4:28)
13. "Alle stjernerne på himlen" (2:57)
14. "Blød, blød sommerregn" (1:43)